# クルト・エーデルハーゲン
クルト・エーデルハーゲン（Kurt Edelhagen、1920年6月5日 - 1982年2月8日）は、ドイツのビッグバンド・リーダー。
ドイツのノルトライン＝ヴェストファーレン州ヘルネ生まれ。エーデルハーゲンはエッセンで指揮とピアノを学んだ。1945年にトリオを結成し、1年後にはビッグバンドを結成した。フランクフルト・アム・マインのラジオ局で演奏し、その後、1949年から3年間、ニュルンベルクのバイエルン放送の楽団を率いた。1952年から1957年までは、ズードウェストファンク・ビッグバンドを率いている。1954年にはロルフ・リーバーマンによるジャズ・バンドとオーケストラのための協奏曲に参加した。3年後、ケルンのラジオ局、西部ドイツ放送（WDR）ビッグバンドを率い始めた。メンバーにはダスコ・ゴイコヴィッチやジグス・ウィグハムらがいた。バンドは1960年代に東ドイツ、ソ連、チェコスロバキア、アラブ諸国をツアーした。
彼のラジオ・オーケストラは、1972年ミュンヘンオリンピックの開会式で演奏を行った。
1982年2月、ケルンにて61歳で死去した。